# Monticelli (Bertonico)
Monticelli (Muntsei in dialetto lodigiano) è un nucleo abitato d'Italia, frazione del comune di Bertonico.
Al censimento del 21 ottobre 2001 contava 31 abitanti.

## Geografia fisica
La località è sita a 69 metri sul livello del mare.

## Storia
Il centro abitato di Monticelli venne citato per la prima volta in un documento del 997, in cui l'imperatore Ottone III confermava a un tale Roglerio il possesso di diversi luoghi, fra cui Monticelli.
Nel paese era presente un castello, che fu attaccato e distrutto dai milanesi nel 1158.
Nel 1458 la proprietà del paese e delle terre circostanti passò all'ospedale maggiore di Milano.

## Società

### Religione
Nel centro abitato è sito un piccolo oratorio dedicato a San Lorenzo, ricostruito nel 1957 sul luogo di un edificio più antico.